# 舞え舞え蝸牛 (宝塚歌劇)
『舞え舞え蝸牛』（まえまえかたつむり）は、宝塚歌劇団のミュージカル作品。花組公演。脚本・演出は阿古健。
併演作品は『ビューティフル・シティ』。

## 解説
※『宝塚歌劇100年史（舞台編）』の宝塚大劇場公演のページを参照
平安時代の物語『落窪物語』を題材にした田辺聖子の小説『舞え舞え蝸牛』を原作とする。
この作品より松あきらの相手役に美雪花代が抜擢された。

## あらすじ
※『宝塚歌劇100年史（舞台編）』の宝塚大劇場公演のページを参照
京の都、中納言源忠頼卿の姫でありながら、母親が違うため冷遇されていた落窪姫は、侍姫阿漕の尽力により、彼女の恋人帯刀の乳兄弟・藤原道頼に引き合わされる。貴公子、右近少将・藤原道頼が、逆境にある落窪姫を見染めて救い出し、めでたく結ばれる様が華やかな平安朝の時代を背景に進められた。

## 公演期間と公演場所
- 1979年11月9日 - 12月18日[3]（第一回・新人公演：11月27日[4]、第二回・新人公演：12月11日[4]）　宝塚大劇場
- 1980年3月4日 - 3月30日[5]（新人公演：3月19日[4]）　東京宝塚劇場

## 主な配役
※「（）」の人物は新人公演
- 道頼 - 松あきら（宝塚(第一回)・東京：平みち、宝塚(第二回)：如月巳麗）[4]
- 落窪姫 - 美雪花代（宝塚(第一回)・東京：潮あかり、宝塚(第二回)：佐保雅世）[4]
- 帯刀 - 寿ひずる
- 阿漕 - 邦月美岐
- 蔵人の少将 - みさとけい

## 宝塚大劇場公演のデータ
形式名は「王朝ロマン」」。13場。副題は「田辺聖子原作（文藝春秋刊より）。

### スタッフ（宝塚大劇場公演）
- 作曲・編曲：寺田瀧雄[6]
- 編曲[6]：入江薫
- 音楽指揮[6]：野村陽児
- 振付[6]：花柳寿楽、喜多弘
- 装置[6]：黒田利邦
- 衣装[6]：小西松茂、中川菊枝
- 照明[7]：今井直次
- 音響[7]：松永浩志
- 小道具[7]：上田特市
- 効果[7]：中田正廣
- 演出助手[7]：三木章雄、正塚晴彦、谷正純
- 制作[7]：内山信一